# 恋ヶ窪駅

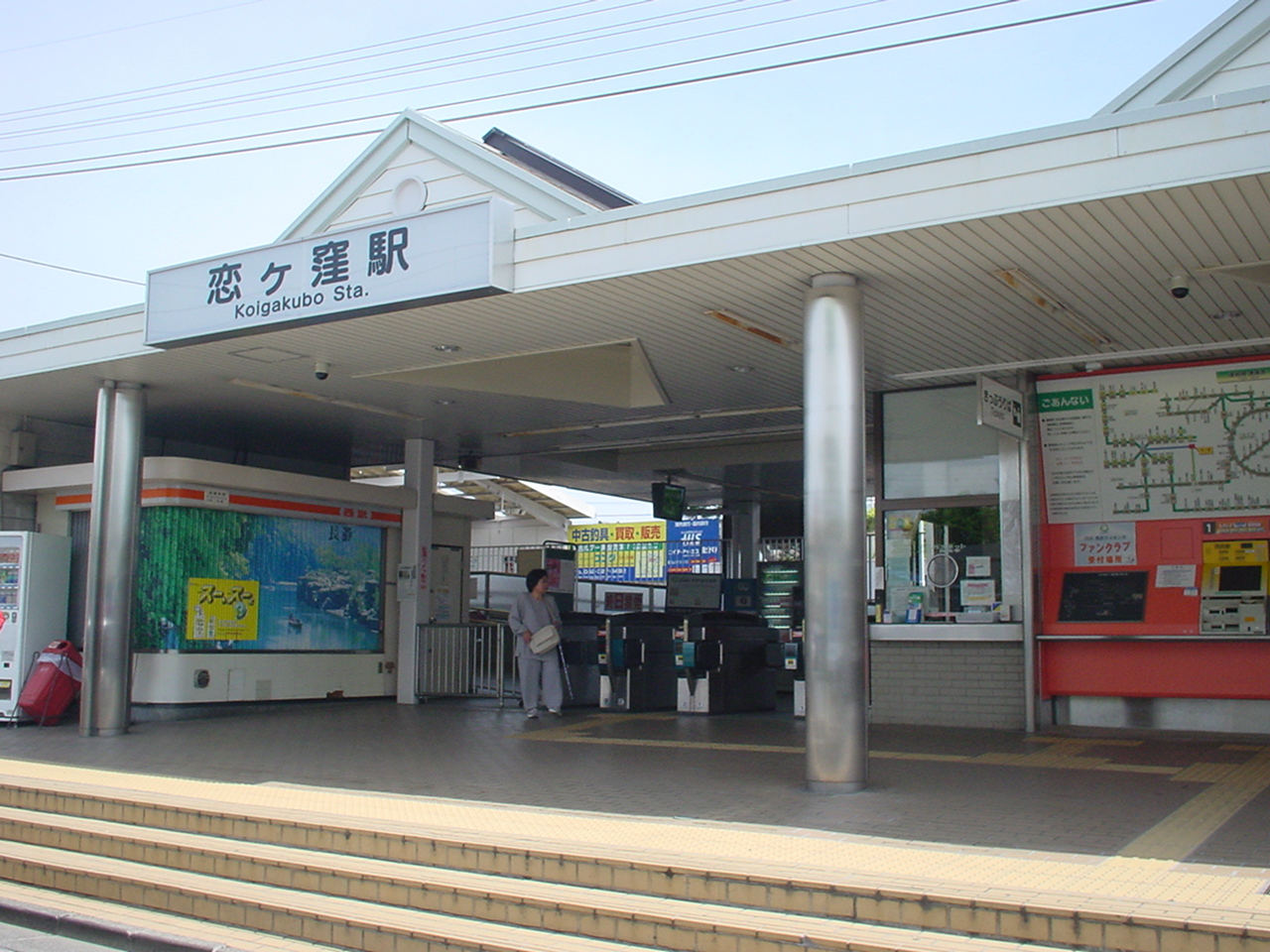
改装前の駅舎（2006年5月）

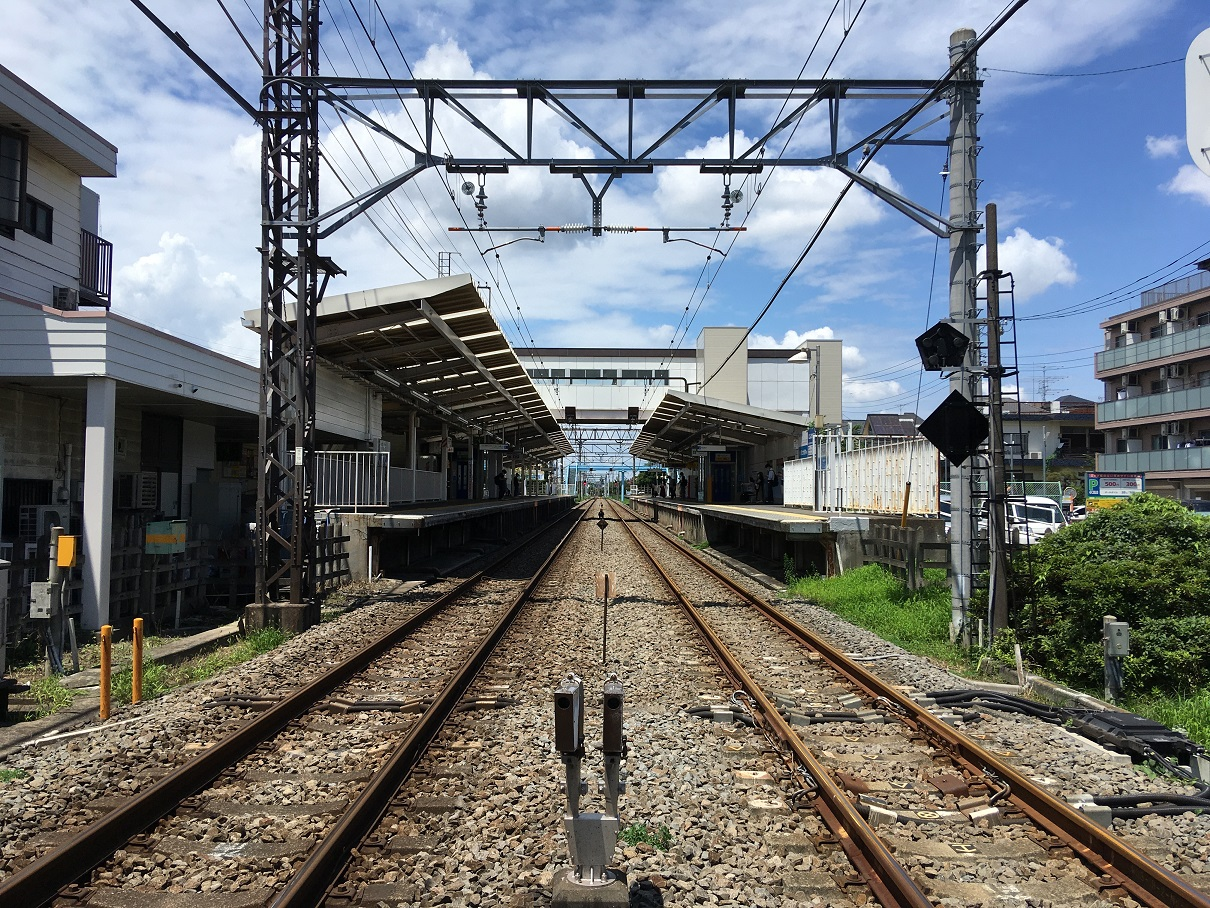
ホーム（踏切構内より撮影）
（2020年8月）

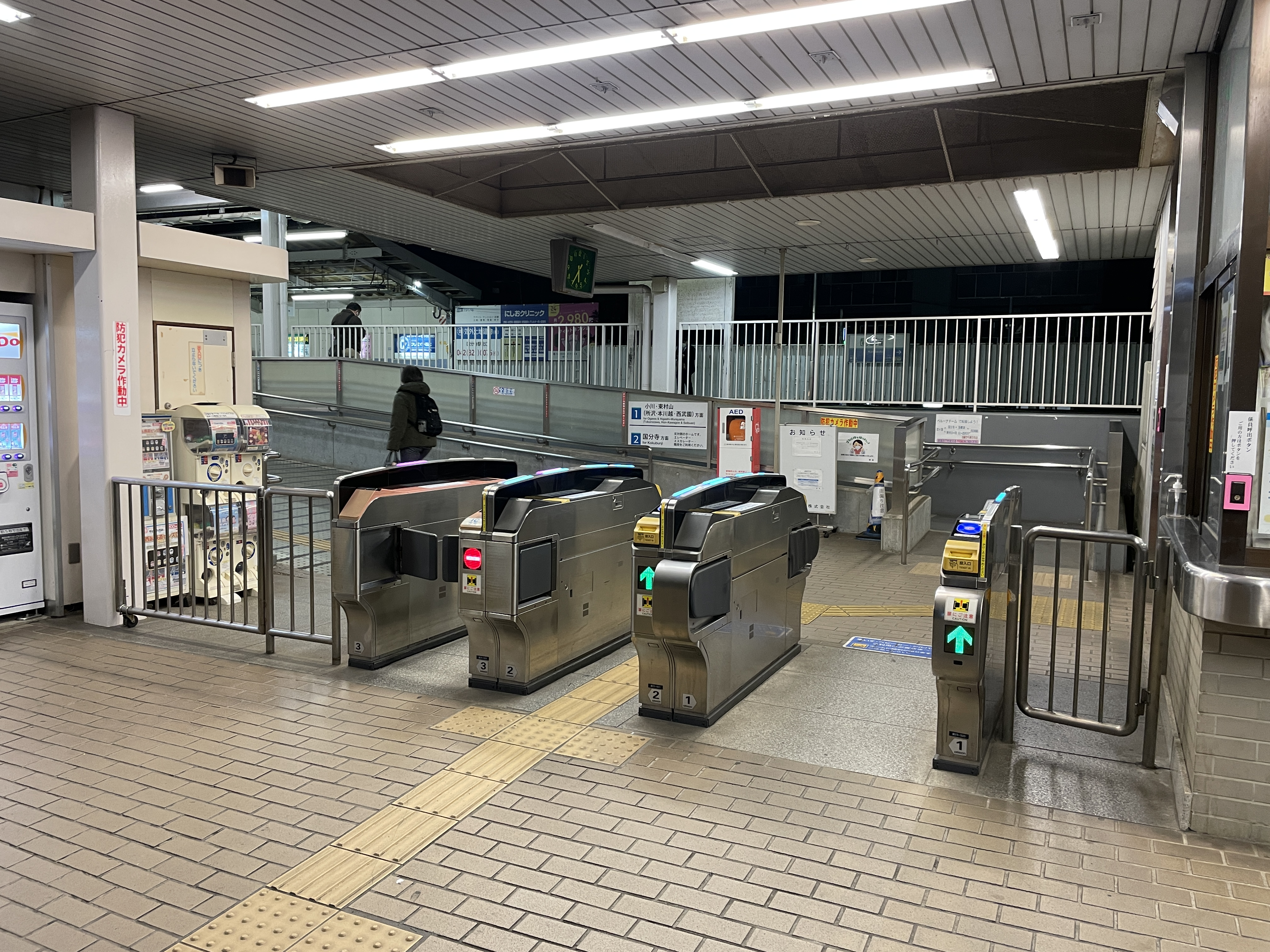
改札口（2023年1月）

恋ヶ窪駅（こいがくぼえき）は、東京都国分寺市戸倉一丁目にある西武鉄道国分寺線の駅。駅番号はSK02。

## 歴史
- 1955年（昭和30年）2月10日：開業。
- 1986年（昭和61年）10月20日：跨線橋使用開始[1]。
- 2006年（平成18年）2月20日：バリアフリー化工事完成[2]。
- 2025年（令和7年）3月25日：駅係員によるインターホンでご案内する遠隔対応駅へ変更するとともに、窓口での切符等の販売を終了[3]。

## 駅構造
相対式ホーム2面2線の地上駅。2006年（平成18年）2月には、両ホームを繋ぐ跨線橋にエスカレータとエレベーターが設置された
。国分寺方面の利用者が多いこともあって、エスカレータは改札口のある東村山方面ホームは上り専用、改札口のない国分寺方面ホームは下り専用である。

### のりば
| ホーム | 路線     | 方向 | 行先       |
| ------ | -------- | ---- | ---------- |
| 1      | 国分寺線 | 下り | 東村山方面 |
| 2      | 国分寺線 | 上り | 国分寺方面 |

（出典：西武鉄道:駅構内図）
- 信号設備の関係上、小川方面からは1番線にも2番線にも入線でき、小川方面に出発できる。しかし、1番線には上りの出発信号がないので、国分寺方面には出発できない。また、国分寺方面から2番線に入線することもできない。

## 利用状況
2024年度の1日平均乗降人員は12,502人である。西武鉄道全92駅中63位。
国分寺市民の利用率が高いが小平市からの利用者も若干ながらいる。近年の1日平均乗車人員は下記の通り。
| 年度               | 1日平均 乗降人員 | 1日平均 乗車人員 | 出典     |
| ------------------ | ---------------- | ---------------- | -------- |
| 1992年（平成04年） |                  | 5,395            | [ * 1 ]  |
| 1993年（平成05年） |                  | 5,356            | [ * 2 ]  |
| 1994年（平成06年） |                  | 5,482            | [ * 3 ]  |
| 1995年（平成07年） |                  | 5,497            | [ * 4 ]  |
| 1996年（平成08年） |                  | 5,660            | [ * 5 ]  |
| 1997年（平成09年） |                  | 5,682            | [ * 6 ]  |
| 1998年（平成10年） |                  | 5,532            | [ * 7 ]  |
| 1999年（平成11年） |                  | 5,456            | [ * 8 ]  |
| 2000年（平成12年） |                  | 5,414            | [ * 9 ]  |
| 2001年（平成13年） |                  | 5,373            | [ * 10 ] |
| 2002年（平成14年） |                  | 5,405            | [ * 11 ] |
| 2003年（平成15年） | 10,890           | 5,481            | [ * 12 ] |
| 2004年（平成16年） | 10,817           | 5,496            | [ * 13 ] |
| 2005年（平成17年） | 11,044           | 5,668            | [ * 14 ] |
| 2006年（平成18年） | 11,119           | 5,633            | [ * 15 ] |
| 2007年（平成19年） | 11,198           | 5,620            | [ * 16 ] |
| 2008年（平成20年） | 11,086           | 5,573            | [ * 17 ] |
| 2009年（平成21年） | 11,111           | 5,584            | [ * 18 ] |
| 2010年（平成22年） | 11,009           | 5,551            | [ * 19 ] |
| 2011年（平成23年） | 10,923           |                  |          |
| 2012年（平成24年） | 11,212           |                  |          |
| 2013年（平成25年） | 11,587           |                  |          |
| 2014年（平成26年） | 11,760           |                  |          |
| 2015年（平成27年） | 12,243           |                  |          |
| 2016年（平成28年） | 12,367           |                  |          |
| 2017年（平成29年） | 12,488           |                  |          |
| 2018年（平成30年） | 12,718           |                  |          |
| 2019年（令和元年） | 12,851           |                  |          |
| 2020年（令和02年） | 10,082           |                  |          |
| 2021年（令和03年） | 10,773           |                  |          |
| 2022年（令和04年） | 11,713           |                  |          |
| 2023年（令和05年） | 12,122           |                  |          |
| 2024年（令和06年） | 12,502           |                  |          |

## 駅周辺
- 東京都道222号国立停車場恋ヶ窪線
- 東京都道17号所沢府中線（府中街道）
- 東京都道17号所沢府中線バイパス（新府中街道）
- 国分寺郵便局
- 国分寺市立第一中学校
- 農林水産省動物医薬品検査所
- 東京都立小平南高等学校（小平市）

なお、2024年12月31日まで国分寺市役所が当駅南西側に所在していた。

### バス路線
立川バス
- 国22系統 国立駅北口 行（内藤神社・国分寺第五小学校経由）
- 国23系統 国立駅北口 行（国分寺第六小学校・万福寺・鉄道総研経由）
- 国25系統 上水営業所 行（並木町・砂川七番経由）

ぶんバス[国分寺市コミュニティバス]（京王バス中央運行）※国分寺市役所発
- 日吉町ルート 西国分寺駅 行（西国分寺駅北・武蔵国分寺公園東・泉町交差点経由）

## 当駅付近が舞台になっている作品
- 「野球狂の詩」- 水島新司の漫画作品。作中のプロ野球球団「東京メッツ」のホームグラウンドである国分寺球場は、恋ヶ窪にあるとされる。
- 「一球さん」- 水島新司の漫画作品。作中に「恋ヶ窪商業高校」という学校が登場する。
- 「鯉ヶ窪学園探偵部シリーズ」- 東川篤哉の小説。恋ヶ窪のはずれにある架空の高校「鯉ヶ窪学園」探偵部の面々が中心となって活躍するユーモラスな本格推理小説。
- 「ある騎士の物語」- 島田荘司の短編小説。
- 「武蔵野夫人」（小説）
- 「恋ヶ窪スケッチブック」- みずはらけんじ（水原賢治）の漫画作品。
- 「恋ヶ窪★ワークス」- 大森しんや作の漫画作品。
- 「夕凪の街 桜の国」（映画）
- 「恋ヶ窪プリンセスハニー」- いづみみなみの漫画作品。
- 「よばれてとびでて!アクビちゃん」（アニメ）‐ 作中では恋ヶ壺（こいがつぼ）駅となっている。

## 隣の駅
西武鉄道
 国分寺線
■各駅停車
国分寺駅 (SK01) - （羽根沢信号場） - 恋ヶ窪駅 (SK02) - 鷹の台駅 (SK03)
当駅と国分寺駅との間にある羽根沢信号場までは複線、鷹の台駅方向は単線である。